# ФК Нађкањижа
ФК Нађкањижа (мађ. Nagykanizsa Futball Club), је најстарији мађарски клуб из Велике Каниже. Клуб је основан 1866. године под именом Фискултурно друштво Нађканижа (Nagykanizsai Torna Egyletet). Фудбалска секција је основана 1912. године а боје клуба су црвена и плава.  .. 

## Историја
Фудбалски клуб Нађканижа је дебитовао у првој мађарској лиги у сезони 1994/95. и првенство је завршио на петнаестом месту.